# Acantholycosa aborigenica
Acantholycosa aborigenica là một loài nhện trong họ Lycosidae.
Loài này thuộc chi Acantholycosa. Acantholycosa aborigenica được Alexander A. Zyuzin & Yuri M. Marusik miêu tả năm 1988.